# Vuelta a La Rioja 2016
La 56.ª edición de la Vuelta a La Rioja fue una competición ciclista española que se disputó el domingo 3 de abril de 2016.

## Desarrollo
El trayecto comenzó y finalizó en Logroño y la prueba perteneció al UCI Europe Tour 2016, dentro de la categoría 1.1.
Participaron 16 equipos. El único equipo español de categoría UCI ProTeam (Movistar Team); el único de categoría Profesional Continental (Caja Rural-Seguros RGA); y los 2 de categoría Continental (Burgos-BH y Euskadi Basque Country-Murias Taldea). En cuanto a representación extranjera, participaron 12 equipos: el UCI ProTeam del Orica GreenEDGE; los equipos de categoría Profesional Continental del Novo Nordisk y ONE Pro Cycling; los Continentales del W52-FC Porto-Porto Canal, Inteja-MMR Dominican Cycling Team, Louletano-Hospital Loulé-Jorbi, Manzana Postobón Team, Massi-Kuwait Cycling Project,  Radio Popular-Boavista y Rietumu-Delfin; además de la selección juvenil de España y una selección de Rusia, formando así un pelotón de 123 ciclistas, con entre 6 y 8 corredores cada equipo, de los que acabaron 115.
El ganador fue Michael Matthews tras imponerse al sprint a Serguéi Shílov y Carlos Barbero.

## Clasificación final
| \| Posición \| Ciclista \| Equipo \| Tiempo \| \| -------- \| ------------------ \| ------------------------------ \| --------------- \| \| 1. \| Michael Matthews \| Orica GreenEDGE \| 3 h 47 min 20 s \| \| DSQ \| Serguéi Shílov \| Selección de Rusia \| m.t. \| \| 2. \| Carlos Barbero \| Caja Rural-Seguros RGA \| m.t. \| \| 3. \| Samuel Caldeira \| W52-FC Porto-Porto Canal \| m.t. \| \| 3. \| Daniel Freitas \| W52-FC Porto-Porto Canal \| m.t. \| \| 5. \| Māris Bogdanovičs \| Rietumu-Delfin \| m.t. \| \| 6. \| Yanto Barker \| ONE Pro Cycling \| m.t. \| \| 7. \| Vicente García \| Louletano-Hospital Loulé-Jorbi \| m.t. \| \| 8. \| Vadim Zhuravlev \| Selección de Rusia \| m.t. \| \| 9. \| Juan Ignacio Pérez \| W52-FC Porto-Porto Canal \| m.t. \| \| 10. \| Garikoitz Bravo \| Euskadi Basque Country-Murias \| m.t. \| |                    |                                |                 |
| Posición | Ciclista           | Equipo                         | Tiempo          |
| 1. | Michael Matthews   | Orica GreenEDGE                | 3 h 47 min 20 s |
| DSQ | Serguéi Shílov     | Selección de Rusia             | m.t.            |
| 2. | Carlos Barbero     | Caja Rural-Seguros RGA         | m.t.            |
| 3. | Samuel Caldeira    | W52-FC Porto-Porto Canal       | m.t.            |
| 3. | Daniel Freitas     | W52-FC Porto-Porto Canal       | m.t.            |
| 5. | Māris Bogdanovičs  | Rietumu-Delfin                 | m.t.            |
| 6. | Yanto Barker       | ONE Pro Cycling                | m.t.            |
| 7. | Vicente García     | Louletano-Hospital Loulé-Jorbi | m.t.            |
| 8. | Vadim Zhuravlev    | Selección de Rusia             | m.t.            |
| 9. | Juan Ignacio Pérez | W52-FC Porto-Porto Canal       | m.t.            |
| 10. | Garikoitz Bravo    | Euskadi Basque Country-Murias  | m.t.            |